# Pseudopseustis crassicornis
Pseudopseustis crassicornis är en fjärilsart som beskrevs av Charles Boursin 1940. Pseudopseustis crassicornis ingår i släktet Pseudopseustis och familjen nattflyn. Inga underarter finns listade.